# Sminthopsis virginiae
Sminthopsis virginiae är en pungdjursart som först beskrevs av de Tarragon 1847. Sminthopsis virginiae ingår i släktet Sminthopsis och familjen rovpungdjur. IUCN kategoriserar arten globalt som livskraftig.
Pungdjuret förekommer vid flera olika ställen i norra Australien och södra Nya Guinea. Arten hittas även på Aruöarna. Habitatet utgörs av fuktiga savanner och öppna skogar med gräs som undervegetation. Djuret vistas även i träskmark och odlade regioner. Per kull föds vanligen sex till åtta ungar.
I naturen hittades honor med diande ungar främst mellan juli och mars. Däremot var honor i fångenskap flera gånger per år brunstiga oberoende av årstiden. Ungarna lever ungefär 55 dagar i pungen (marsupium) och de diar sin mor ytterligare 35 dagar.

## Underarter
Arten delas in i följande underarter:
- nitela
- rufigenis
- virginiae